# Barbosa Ferraz
Barbosa Ferraz – miasto i gmina w Brazylii, w stanie Parana. Znajduje się w mezoregionie Centro Ocidental Paranaense i mikroregionie Campo Mourão.